# Státní znak Kazachstánu
Státní znak Kazachstánu tvoří zlatý obraz šanyraku (kazašsky Шаңырақ, şañıraq), vrchní kruhové části kupole jurty, na modrém pozadí. Ze šanyraku vycházejí na všechny strany v podobě slunečních paprsků uyky (kazašsky уықтар) – opory kupole jurty. Po pravé a levé straně jsou vyobrazeni bájní okřídlení koně – tulparové (kazašsky Тұлпар). Ve spodní části je kazašský název pro Kazachstán („QAZAQSTAN” v latince, do roku 2018 „ҚA3AҚCTAH” v cyrilici), ve vrchní části pěticípá hvězda, vše ve zlaté barvě.
Šanyrak symbolizuje domov a vesmír, mytičtí koně historické tradice a zlatá hvězda vznešené myšlenky a touhy. Kruhový tvar znaku je symbolem života a věčnosti. Zlatá barva symbolizuje světlo, jasnou budoucnost republiky, modrá symbolizuje usilování o mír, přátelství a jednotu všech lidí.

Šanyrak
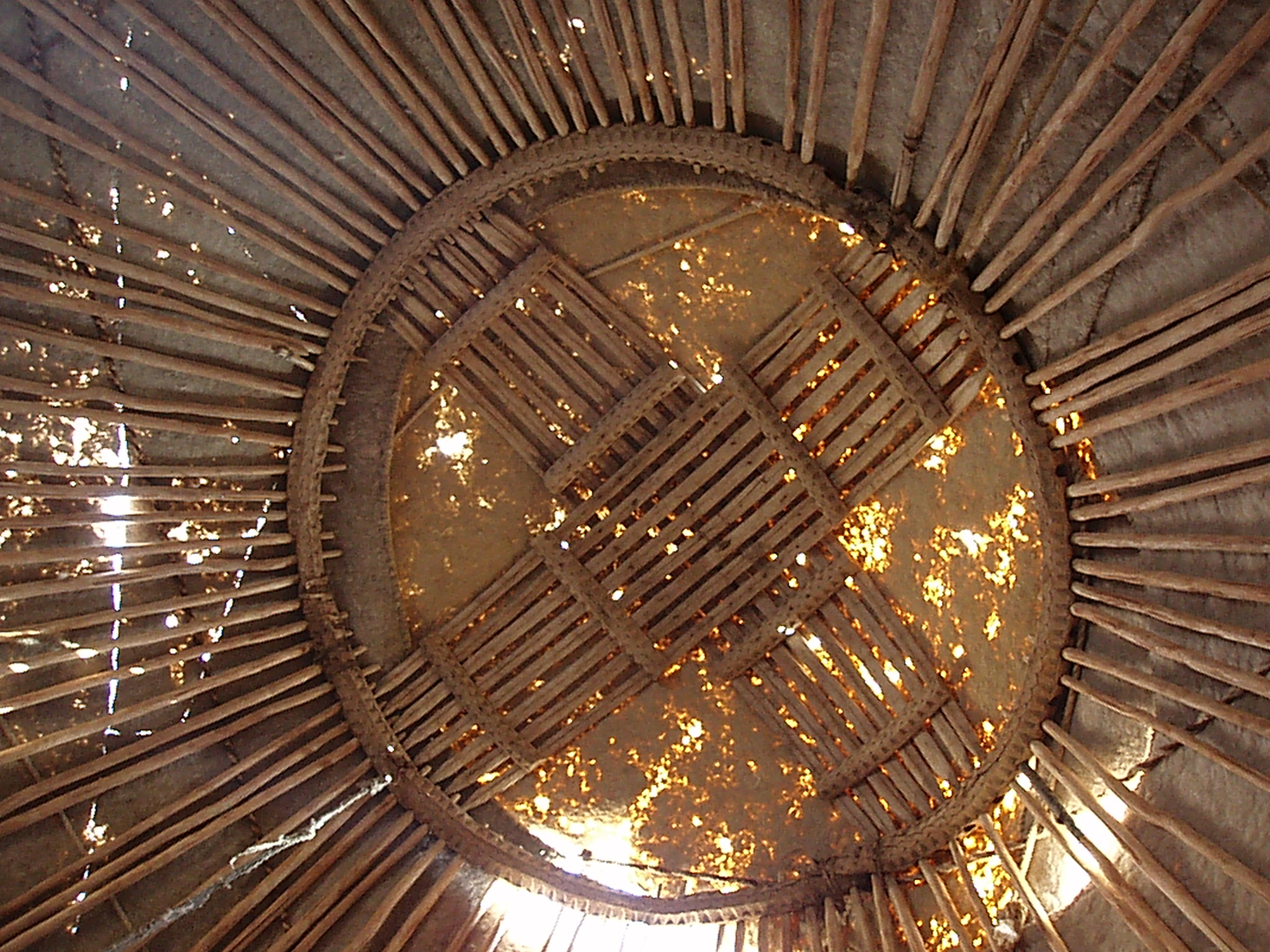
Pohled na kupoli jurty z vnitřní strany: Šanyrak a na něj připevněné uyky

## Historie
Kazašská sovětská socialistická republika vznikla reorganizací dne 5. prosince 1936. Dne 26. března 1937 byla přijata ústava Kazašské SSR, která v článku č. 121 obsahovala popis státního znaku: Státní znak Kazašské sovětské socialistické republiky tvoří vyobrazení zkříženého zlatého srpu a kladiva, s držadly dolů, na červeném pozadí v paprscích slunce a orámovaného klasy se stuhou s nápisy v kazaštině a ruštině: „Proletáři všech zemí, spojte se!”. V horní části státního znaku je pěticípá hvězda a v její spodní části je na stuze nápis „Kazašská S.S.R.” v kazaštině a ruštině.
Nedokonalý popis potvrzuje, že v době přijetí ústavy ještě neexistovala kresba znaku a teprve následně byla vyhlášena soutěž na nejlepší obrázek dle popisu. 16. května 1937 vyhodnotil Svaz umělců Kazašské SSR jako nejlepší kresbu znaku umělců Čerkese a Nifontonova. Jejich, následně schválený, znak, byl však v rozporu s popisem v ústavě: na stuze byly pod sebou místo uvedených nápisů pouze zkratky QSSR (kazaština) a KCCP (ruština). Rozpor s ústavou trval až do roku 1951.
Od roku 1937 se v Kazašské SSR pracovalo na přechodu kazašského písma z latinky do cyrilice. Ještě před přijetím zákona o tomto přechodu (10. listopadu 1940) došlo 28. ledna 1939 ke změně státního znaku: latinkou psané texty na znaku byly změněny na azbuku a kladivo nově překrývalo srp a ne naopak.
V roce 1951 došlo ke změně článku č. 121: nápisy „Kazašská S.S.R.” v kazaštině a ruštině byly změněny na písmena „KGGP” a „KCCP”. Znak tvořil, dle ustanovení o státním znaku (a vlajce) Kazašské SSR, zkřížený zlatý srp a kladivo (přičemž kladivo překrývalo srp) s držadly dolů na červeném pozadí ve zlatých paprscích vycházejícího zlatého slunce. Vše bylo obklopeno zlatým věncem z pšeničných klasů, převázaným červenou stuhou, na níž bylo (heraldicky) vpravo heslo Proletáři všech zemí, spojte se!, psané velkými bílými písmeny (azbukou) v kazaštině: БАРЛЫҚ ЕЛДЕРДІҢ ПРОЛЕТАРЛАРЫ БІРІГІҢДЕР! a vlevo totéž v ruštině: ПРОЛЕТАРИИ ВСЕХ СТРАН, СОЕДИНЯЙТЕСЬ! Ve spodní části byly na stuze pod sebou bílé zkratky názvů republik: „KGGP” (v kazaštině) a „KCCP” (v ruštině). V horní části znaku byla červená, zlatě lemovaná, pěticípá hvězda.
V roce 1978 byl na základě Nařízení o státním znaku Kazašské SSR změněn znak tak, že srp opět překrýval kladivo, červené pozadí byli zesvětleno a počet slunečních paprsků byl snížen na 19. Kazašská zkratka názvu republiky byla změněna z „KGGP” na „KCCP”.

Státní znak Kazašské SSR (1936–1937)
Státní znak Kazašské SSR (1939–1951)
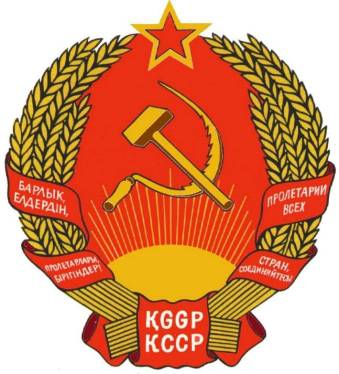
Státní znak Kazašské SSR (1951–1978)
Státní znak Kazašské SSR (1978–1992)

25. října 1990, v souvislosti s rozpadem Sovětského svazu, přijal Nejvyšší sovět Kazašské SSR deklaraci o svrchovanosti země v rámci SSSR. 10. prosince 1991 byla Kazašská SSR přejmenována na Republiku Kazachstán a 16. prosince 1991 byla vyhlášena nezávislost.
4. června 1992 byl, na 8. zasedání kazašského parlamentu, schválen (společně s vlajkou) nový státní znak. Popis znaku byl uveden v článku č. 3 zákona „O státním znaku republiky Kazachstán”. Autory znaku byli Žándarbek Malibekov a Šota-Aman Valichanov.

Státní znak Republiky Kazachstán (1992–2018)

Přesná podoba znaku byla zavedena normou KR ST 989-2008, schválenou v roce 2008. Dle této normy se státní znak drobně lišil od znaku zavedeného v roce 1992 (a potvrzeného v roce 1996). V roce 2014 byla nahrazena normou KR ST 989-2014, která opět schválila mírně odlišnou variantu znaku.
26. října 2017 podepsal prezident Nursultan Nazarbajev vyhlášku č. 569 „O převodu kazašské abecedy z cyrilice do latinského písma“. V této souvislosti byl pozměněn ústavní zákon o znaku (nápis na znaku byl z původního ҚA3AҚCTAH změněn na QAZAQSTAN). Změnu podepsal prezident Nazarbajev 29. června 2018. 12. září 2018 byly provedeny odpovídající změny i ve státní normě ST RK 989-2014. Úplný přechod na latinku by měl proběhnout do roku 2025.

## Znaky kazachstánských měst a oblastí

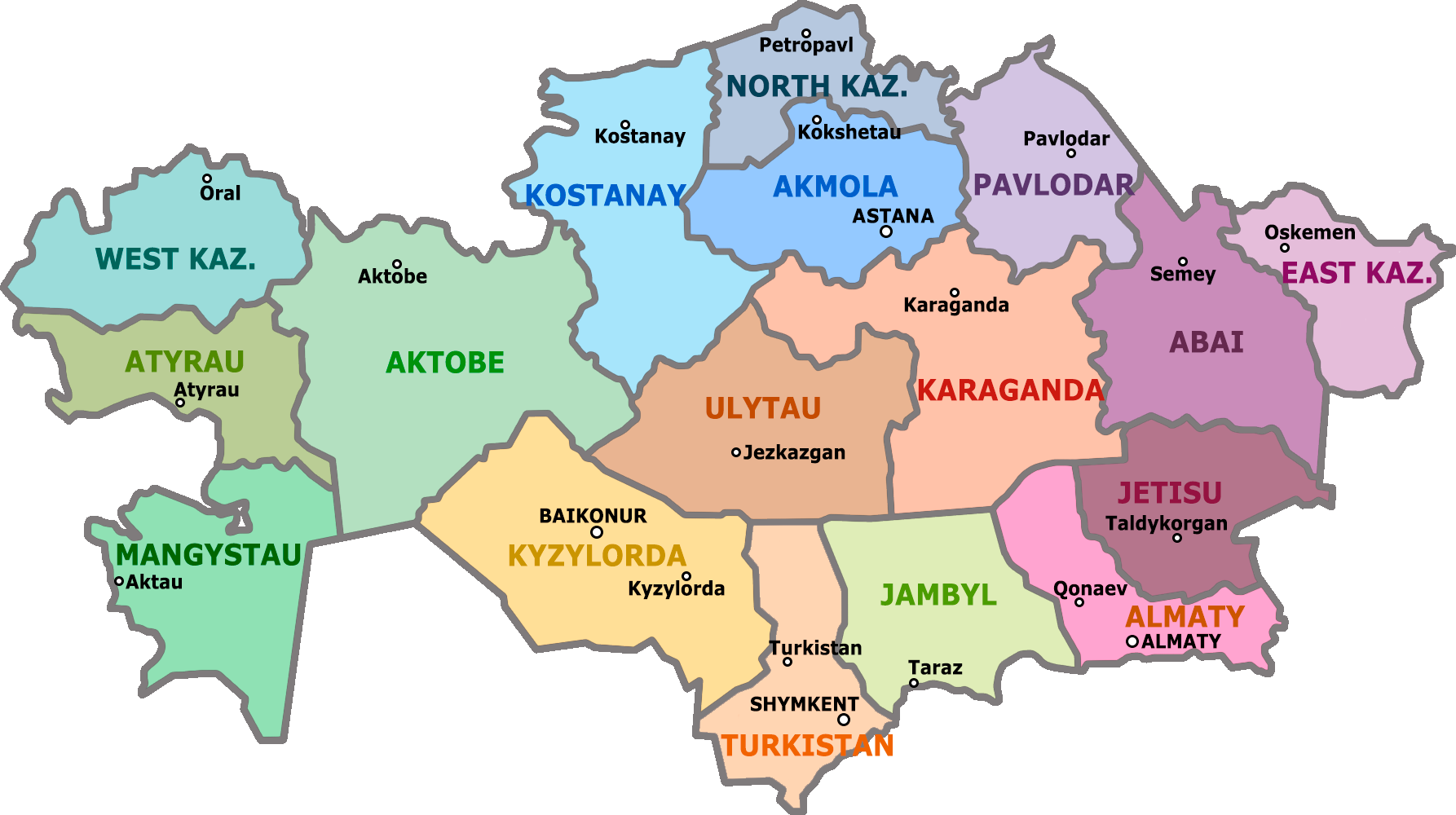
Administrativní členění Kazachstánu

Kazachstán se člení (od roku 2022) na 3 města a 17 oblastí.
Města

Astana
Almaty
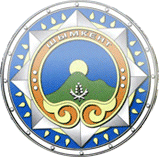
Šymkent

Oblasti

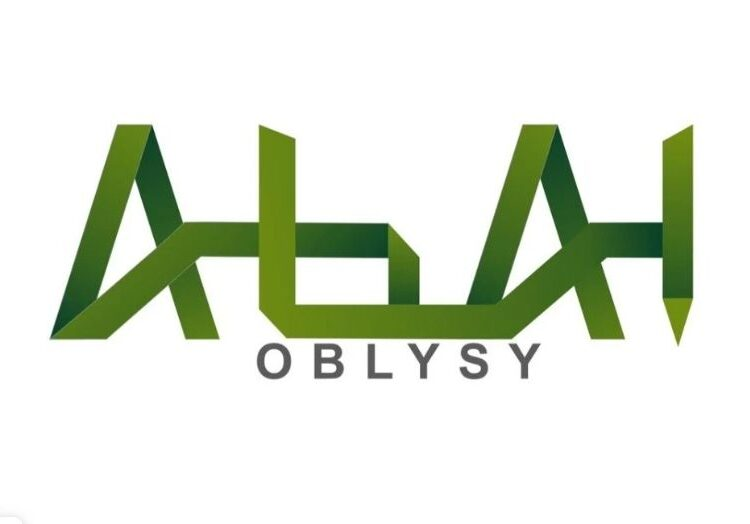
Abajská oblast
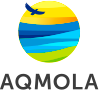
Akmolská oblast
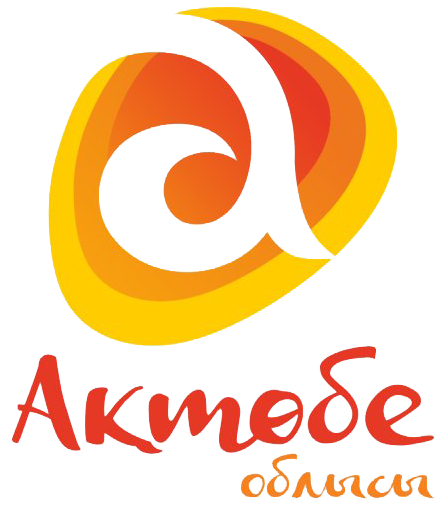
Aktobská oblast
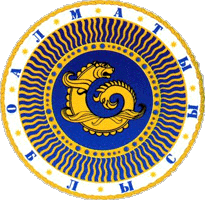
Almatská oblast
Atyrauská oblast
Východokazachstánská oblast
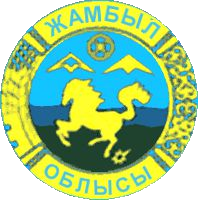
Žambylská oblast
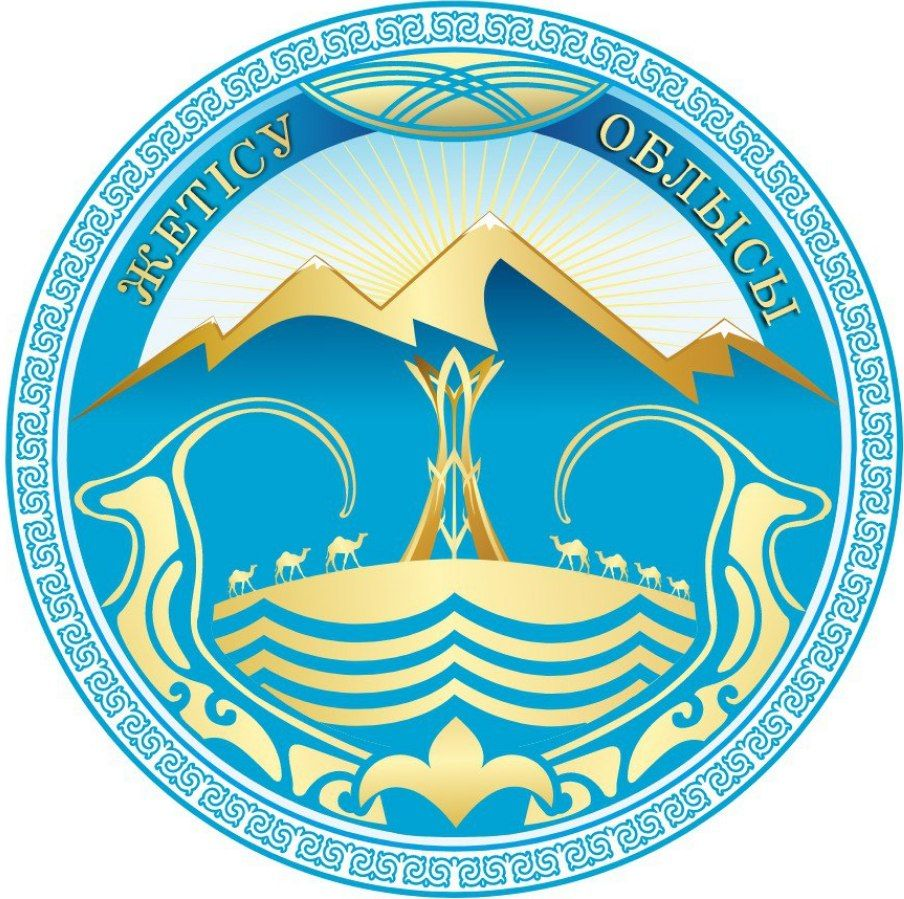
Žetysuská oblast
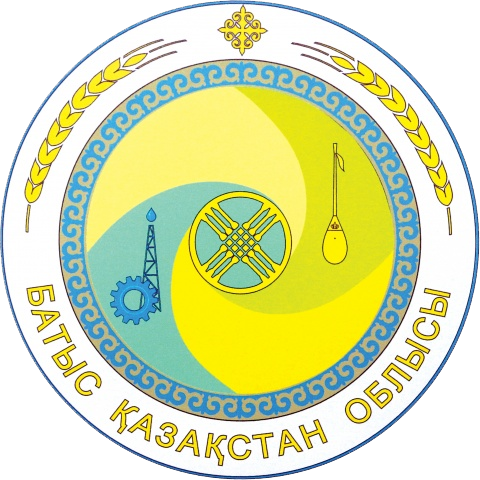
Západokazachstánská oblast
Karagandská oblast
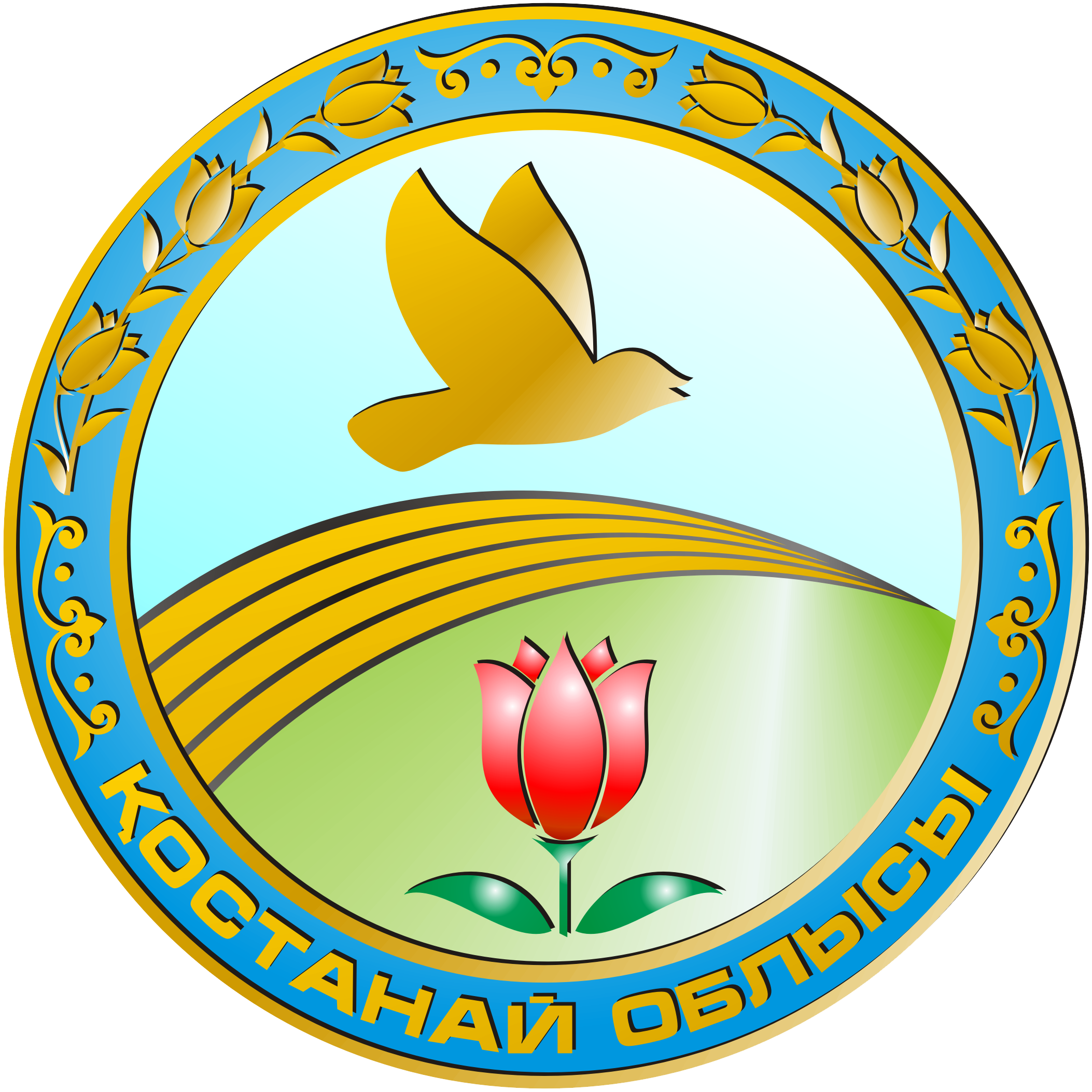
Kostanajská oblast
Kyzylordská oblast
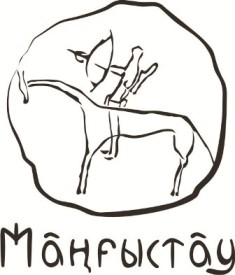
Mangystauská oblast
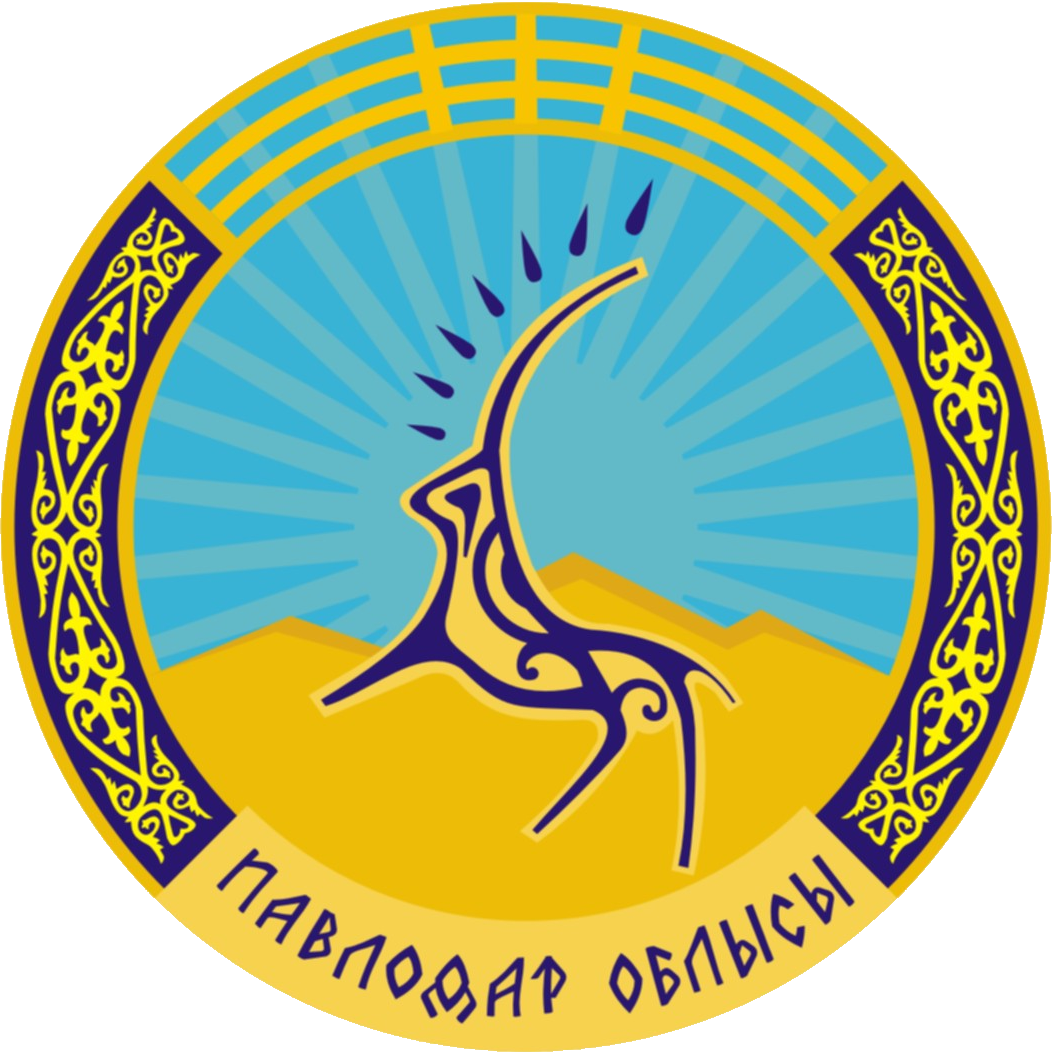
Pavlodarská oblast
Severokazachstánská oblast
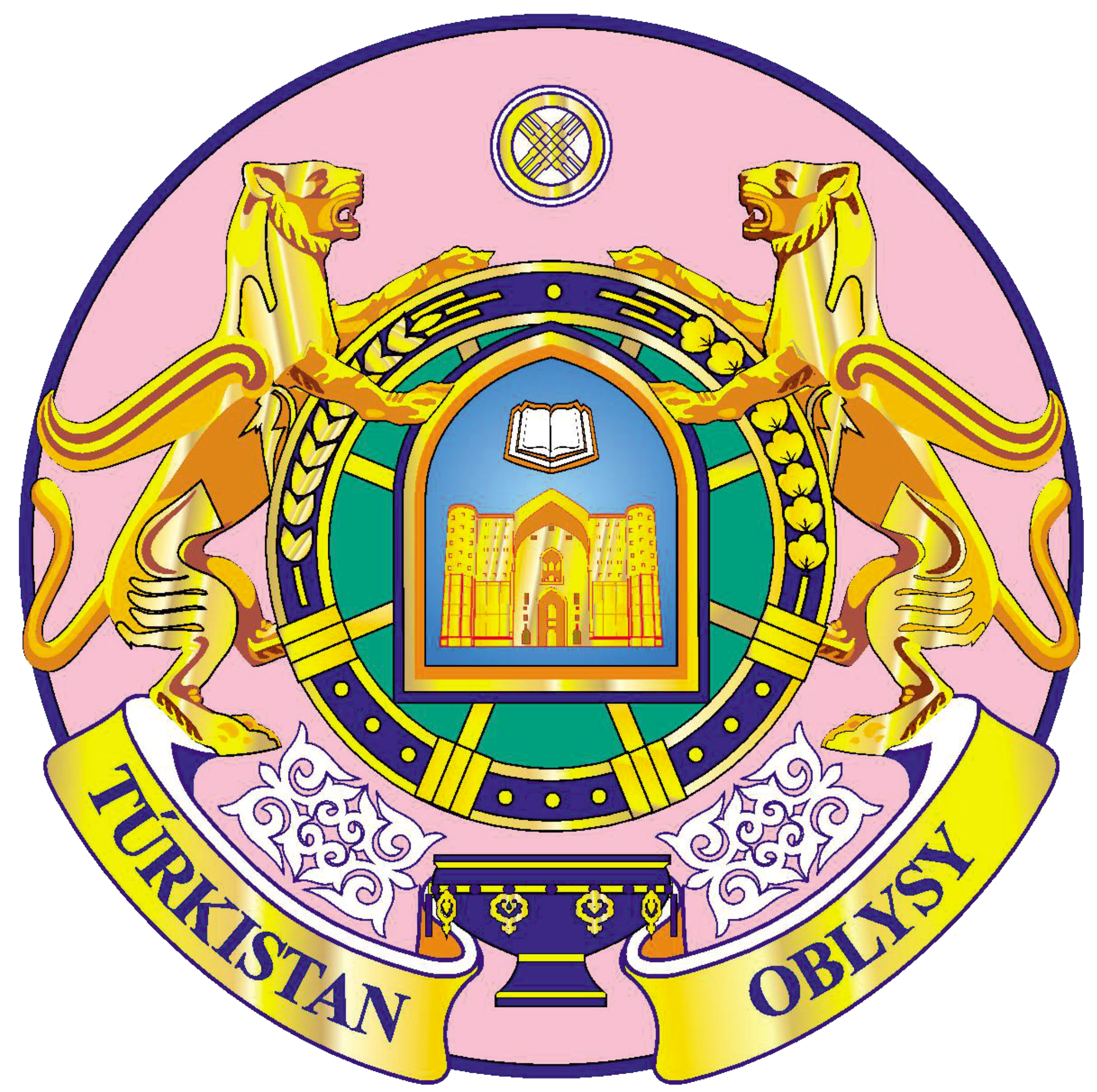
Turkestánská oblast
Ulytauská oblast

## Bajkonur
V Kyzylordské oblasti se nachází kosmodrom Bajkonur s městem Bajkonur. Do roku 2050 je území pronajato Ruské federaci a je tedy pod její správou.

Bajkonur